# Rescuerunner

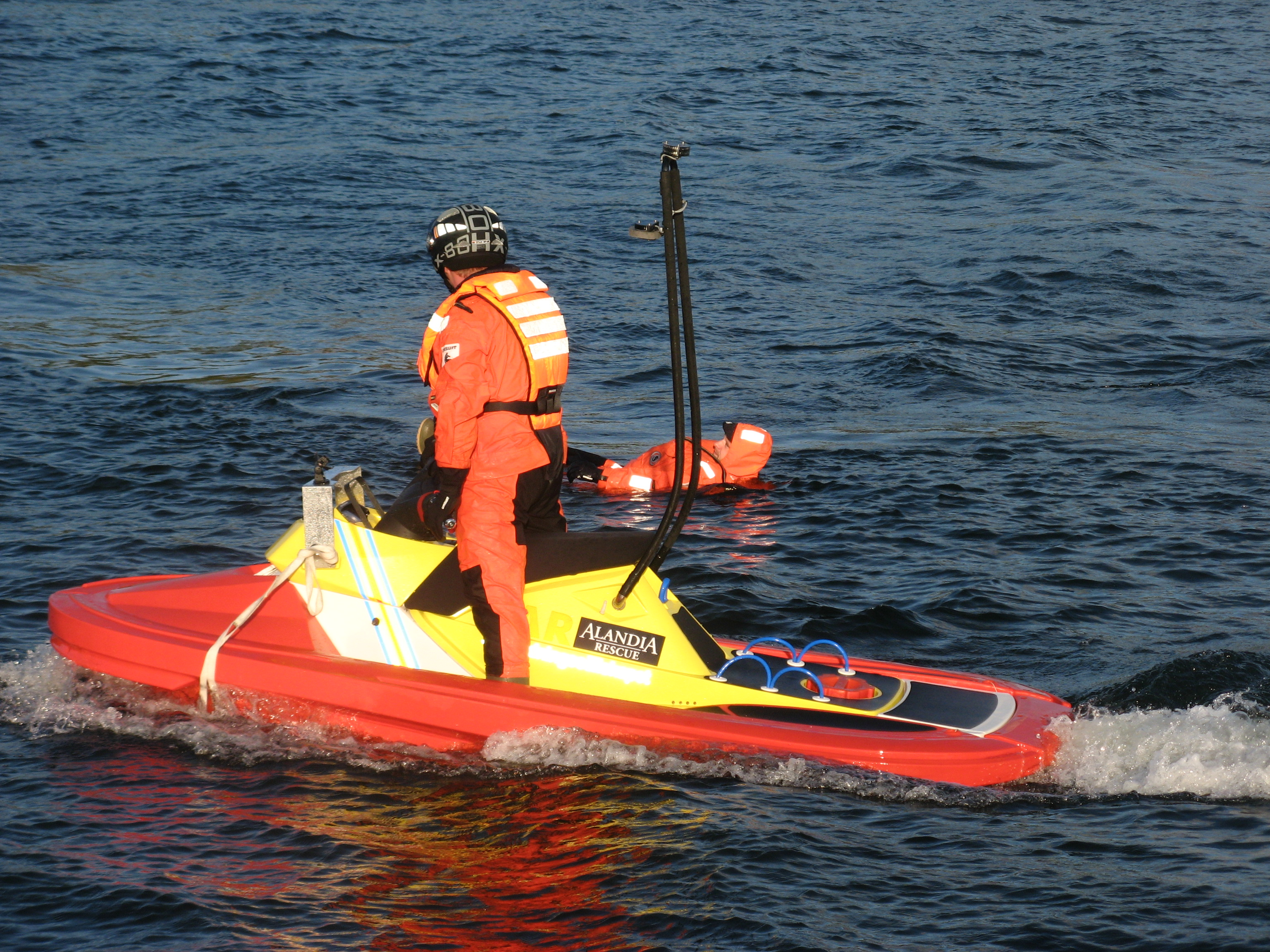
Rescuerunner der SSRS

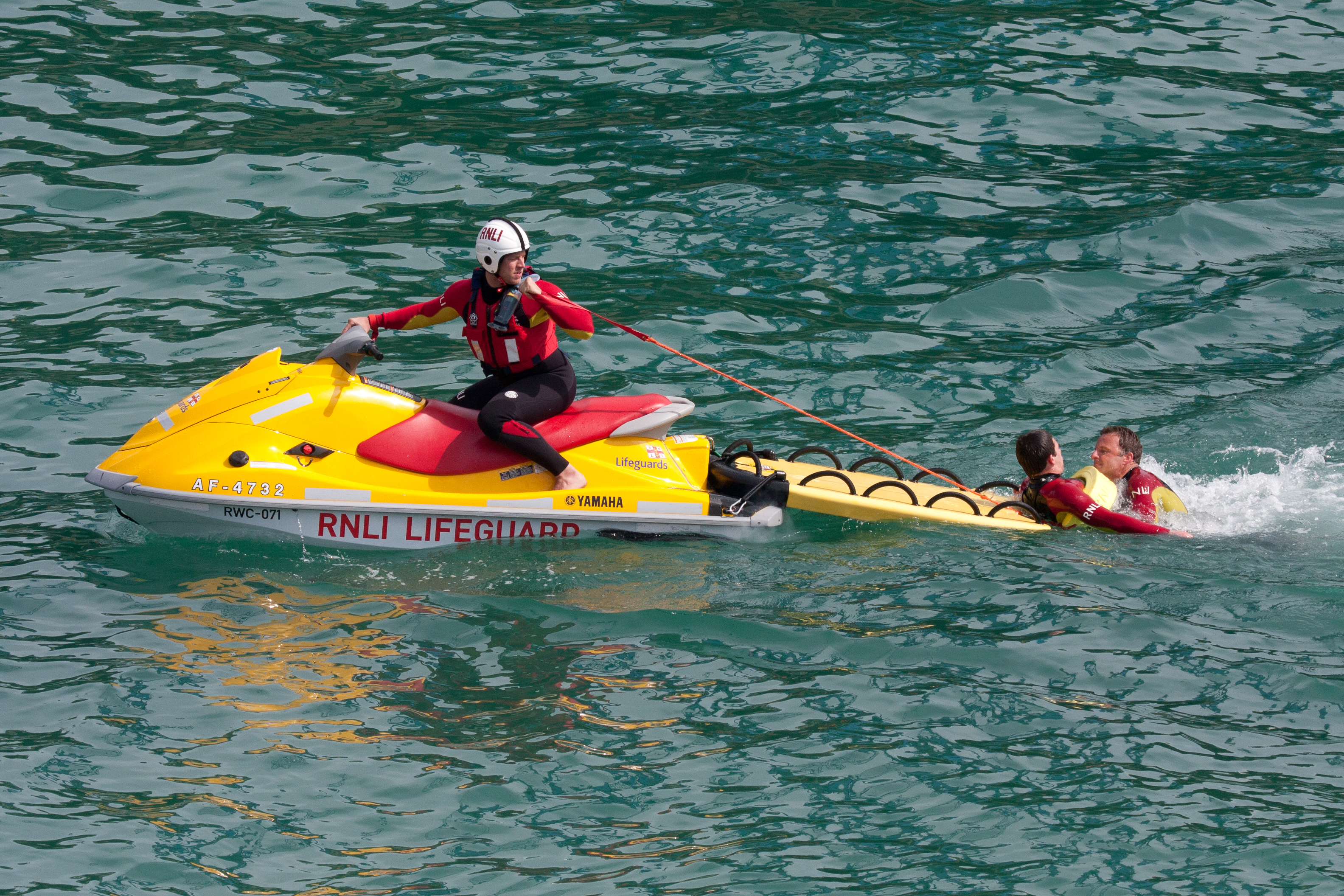
Jet-Ski der RNLI mit Rettungsmatratze

Der Rescuerunner ist ein von der schwedischen Sjöräddningssällskapet (SSRS) speziell entwickelter Rettungsbootstyp, der auf der Technik eines Jet-Ski ('Wassermotorrad') basiert. Er zeichnet sich durch einen weichen und widerstandsfähigen Kunststoffrumpf aus, sodass sich das Boot schwimmenden Personen ungefährdet nähern kann. Zur Aufnahme von geretteten Personen oder als Transportfläche für Ausrüstung besitzt es im hinteren Bereich eine separate Fläche von 1,5 m². An vier Haltebügeln können sich Personen auf dieser Fläche festhalten. Im Unterschied zu privat genutzten Jetskis führen Rescuerunner ein Positionslicht. Ein großes Seenotrettungsboot der SSRS und eine Bootsklasse der norwegischen NSSR führen Rescuerunner als Tochterboote mit.
- Gewicht: 350 kg,
- Länge: 3,60 Meter
- Höchstgeschwindigkeit: 38 Knoten
- Reichweite: 70 Seemeilen
- Tank: 70 l
- kann unter einem Helikopter angehängt und transportiert werden

Andere Seenotrettungsorganisationen setzen ebenfalls auf Jet-Ski zur Rettung von Schwimmern im nahen Küstenbereich. Ander als Rescuerunner führen sie zur Personenrettung eine separate 'Rettungsmatratze' (Rescue-Sled) mit.